# Los niños del paraíso

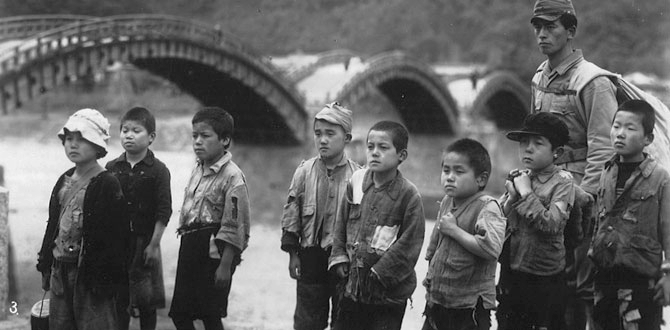
Escena de la película

Los niños del paraíso (蜂の巣の子供たち Hachi no su no kodomotachi?,  también titulada como Los niños de la colmena) es una película japonesa de 1948 dirigida, escrita y producida por Hiroshi Shimizu. En esta película, Shimizu utiliza actores profesionales, pero los papeles de los niños son interpretados por huérfanos que acogió después de la guerra.

## Sinopsis
La historia comienza en la estación de tren de Shimonoseki, Japón. Un soldado repatriado del frente renuncia a tomar su tren y se encuentra con un grupo de niños huérfanos que sobreviven dedicándose al tráfico en el mercado negro a pequeña escala bajo la estrecha supervisión de un cojo. El soldado, también huérfano, no tiene a dónde ir, y se pone en camino con su equipo. Pronto, algunos de estos niños, que huyen de la estación tras una redada policial, se unen a él. Decide tomarlos bajo su protección y llevarlos a Mikaeri no tō (La torre de la introspección), el hogar donde él mismo se crio.

## Reparto
| Adultos - Shunsaku Shimamura como Shimamura, el soldado repatriado; - Masako Natsuki como Yumiko Natsuki; - Gosho Shoichi como el cojo; - Kiyomi Imoto como el médico. | Niños - Shin'ichirō Kubota como Shin; - Kiyoshi Kawanishi como Kiyoshi; - Yoshibu Chiba como Yoshibu; - Hiroyuki Mihara como Hiroyuki; - Yutaka Iwamoto como Yutaka. |

## Descripción general
Después de la Segunda Guerra Mundial, muchos huérfanos vivían de la mendicidad en las grandes ciudades. Hiroshi Shimizu se lleva a algunos de ellos a su casa y le confía a Tadamoto Ōkubo, un director desempleado, el papel de criarlos. Decidió rodar una película con estos niños y fundó la productora Hachi no su eiga (蜂の巣映画) en 1948.
Los niños del paraíso es la primera película dirigida por Hiroshi Shimizu desde que dejó Shochiku después de la guerra. Él mismo la produjo fuera del sistema de estudios principales a través de su propia productora independiente, y la película fue luego distribuida por Tōhō.: 98, 215  Aparte de Shimizu, Tadamoto Ōkubo, el director de fotografía Saburō Furuyama y el asistente de dirección Shin'ichi Sekizawa, todo el equipo y los actores no son profesionales, y la filmación se realiza íntegramente en el lugar.
Si Donald Richie señala que estaba prohibido mostrar a las tropas de ocupación en la pantalla y que, en consecuencia, Shimizu tenía que reencuadrar constantemente mientras giraba las estaciones para no filmar soldados, Jasper Sharp se sorprende en su Historical Dictionary of Japanese Cinema de que Hiroshi Shimizu fuera capaz de incluir en su película una escena rodada en Hiroshima en una época en la que las fuerzas de ocupación estadounidenses prohibían estrictamente cualquier alusión a la bomba atómica.: 29 
Se filmaron dos secuelas con estos mismos niños en los años siguientes: Qué ha sido de los niños del paraíso (その後の蜂の巣の子供達 Sono go no hachi no su no kodomotachi?,  1951) y Los niños del Gran Buda (大仏さまと子供たち Daibutsu-sama to kodomotachi?,  1952).